# Comtat de Pike (Mississipi)
El Comtat de Pike és un comtat estatunidenc de l'estat de Mississipi. Segons el cens del 2010, la població era de 40.404 habitants. La seu del comtat és Magnolia. El comtat rep el nom de l'explorador americà Zebulon Pike.
|  |  |  |
|  |  |  |
|  |  |  |